# Преобразователь ржавчины
Преобразователь ржавчины – химический раствор или грунтовка, который наносят на поверхность железа или железного сплава для превращения оксидов железа (ржавчины) в защитный химический барьер. Эти соединения взаимодействуют с оксидами железа, особенно с оксидом железа (III), превращая их в липкий слой, который более устойчив к влаге и защищает поверхность от дальнейшей коррозии.

## История
В Советском Союзе ведущей организацией по разработке преобразователей ржавчины был Институт неорганической химии АН Латвийской ССР. За эти работы группа учёных во главе с академиком Л.К.Лепинь и директором института Б.А.Пуриным была удостоена Государственной премии Латвийской ССР в 1970 году.

## Виды и состав

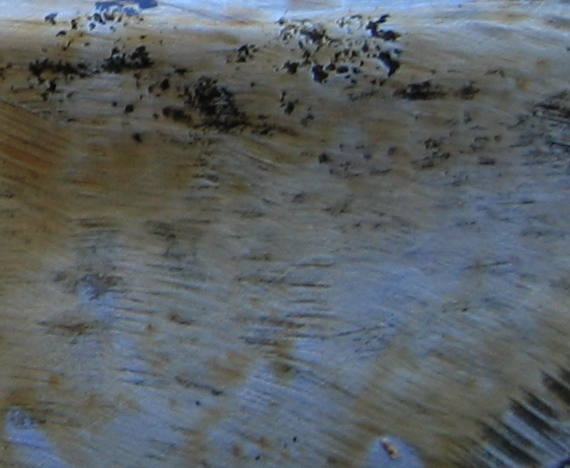
Применение преобразователя ржавчины

По структуре преобразователи ржавчины делятся на аэрозольные, жидкие и гелевые.
В зависимости от эффекта, они бывают двух видов: окрашивающие и удаляющие ржавчину.

### Окрашивающие
Также их называют грунтовыми. Раствор, часто на водяной основе, содержит: дубильную кислоту  и (или) органический полимер (например, растворитель бутоксиэтанол или монобутиловый эфир этиленгликоля).  Некоторые преобразователи ржавчины могут содержать дополнительные (органические или неорганические) кислоты для ускорения химической реакции путем снижения рН раствора. Примерами таких преобразователей могут служить: Тамак, Ферум-3, Runway, LOCTITE 7505 и др. Однако, из-за неполноты удаления ржавчины окрашивающие (грунтующие) преобразователи ржавчины часто неэффективны для малярных работ, особенно при покраске автомобилей, а также иногда в защитном действии. Причин этого существует несколько: 
1 - остаточное наличие коррозионных агентов (кислород, влага, кислые газы, соли и др.) под слоем преобразованной ржавчины непосредственно контактирующих с металлом, которые как правило полностью или частично не блокируются защитными составляющими состава из-за плотных слоев ржавчины на микро участке поверхности металла. 
2 - наличие "преобразованных" слоев ржавчины между металлом и краской, химический состав которых невозможно контролировать. Такие слои обычно содержат подслои - оксиды металлов (возле металла), гидратированные оксиды или оксиды больших валентностей (далее от металла), преобразованные слои металла - дубильные соли железа, полимер и его смесь с дубильными солями металлов. Из-за перепада температур, а также при возможных повреждениях такие слои (имея различные от краски и металла коэффициенты температурного расширения) в разной мере расширяются или сжимаются или с разным уровнем впитывают атмосферную влагу. Это приводит к растрескиванию или вздутию краски с последующим коррозионным процессом   металлической поверхности даже под преобразованными слоями, которые также к этому моменту часто приобретают трещины и поры. .

###### Преимущества и недостатки
Преимущества: простота нанесения, быстрый внешний результат (потемнение поверхности), иногда хорошая адгезия при содержании полимера, иногда удовлетворительная защита от коррозии.
Недостатки: присутствие ржавчины под слоем обработанной поверхности, часто плохая адгезия краски (из-за порошкообразного характера преобразованных слоев и сложностей при сушке получаемых поверхностей), часто слабая коррозионная стойкость результирующих лакокрасочных покрытий, коррозионные потери металла в результате образования танатов железа (вместо ржавчины привычного цвета) с последующей их реадсорбцией от поверхности металла, что обывателями воспринимается как образование защитных пленок. 

### Удаляющие ржавчину
В таких преобразователях основным компонентом являются кислоты: серная, соляная, азотная фосфорная, лимонная, уксусная и др. Но ввиду куда более реактивного воздействия на металл, в том числе и после обработки, такие преобразователи готовятся с ингибиторами коррозии и пассиваторами металла. К таким относят, например, оксид цинка или оксид марганца (к таким преобразователям относятся Цинкарь, LAVR, Loctite Rust Dissolver и др.). Часто эффективности катионов цинка или марганца для последующей защиты от коррозии бывает недостаточно из-за высокой агрессивности кислот, входящих в состав преобразователей ржавчины. Поэтому в составе можно встретить также дополняющие более сильные ингибиторы коррозии на органической основе. Такие усиленные преобразователи ржавчины способны с большей скоростью удалять ржавчину, ведь агрессивность кислоты в дальнейшем подавляется более мощным ингибированием за счет как образования фосфатных слоев с цинком и марганцем, так и за счет акцепторного электронного эффекта органических ингибиторов коррозии. Примером таких преобразователей ржавчины являются Полиформ "красный" и Полиформ "красный" гель, Eastwood Rust Dissolver, Metal Rescue. Как следует из рекомендаций производителей, работа с такими преобразователями (обычными и усиленными) сводится к нескольким пунктам: 
1. нанесение на ржавчину;
2. выжидание определенное время - часто 10-20 мин. (зависит от окружающей температуры) с перемешиванием на поверхности. Для усиленных преобразователей ржавчины (типа Полиформ) важно, чтоб за время выдержки продукты не начали густеть, иначе опять наносят преобразователь для разжижения продуктов реакции;
3. удаление продуктов реакции протиранием с получением металлической поверхности (если ржавчина остается, пункт 1 повторяют). Для усиленных  преобразователей ржавчины металлическая поверхность может быть дополнительно пассивирована прогреванием до 40-60 °С (например, в малярной камере или феном) или просушиванием в сухом помещении (1-2 суток);
4. покраска.

###### Преимущества и недостатки
Преимущества: наличие визуального контроля удаления ржавчины (и коррозионных агентов), иногда быстрый внешний результат особенно в случае применения усиленных преобразователей ржавчины (скорость удаления зависит от температуры, перемешивания, толщины и пористости ржавчины), часто хорошая адгезия по полученной металлической поверхности, удовлетворительная защита от коррозии, которая лучше при применении усиленных преобразователей ржавчины, возможность применения малярных ингибиторов коррозии, работающих на чистом металле, часто намного более лучший результат по результирующему лакокрасочному покрытию.
Недостатки: как правило, большая агрессивность из-за содержания кислот, что накладывает требования к средствам защиты при работе (очки, перчатки, фартук, респиратор при распылении), более сложная инструкция по работе (например, при попадании влаги на поверхность, которая в работе образует белые высолы), длительность процесса при сильных коррозионных повреждениях.

## Применение
Преобразователи ржавчины обычно применяются к объектам, которые трудно поддаются пескоструйной обработке, таким как транспортные средства, прицепы, ограждения, железные перила, листовой металл и наружная поверхность резервуаров. Кроме того, преобразователь ржавчины типа "удаляющий ржавчину" не дает наковы (вмятины) на поверхности металла, что не ухудшает коррозионной стойкости металла, а если преобразователь ржавчины содержит ингибиторы коррозии - добавляет коррозионную стойкость металлу.   Также преобразователи ржавчины используются для восстановления и сохранения предметов на основе железа, имеющих историческое значение (памятники).